# جبل سيباياك
جبل سيباياك (بالإندونيسية: Gunung Sibayak) هو بركان طبقي يطل على بلدة بيراستاغي في سومطرة الشمالية إندونيسيا. على الرغم من أن ثورته الأخيرة كانت قبل أكثر من قرن من الزمان، إلا أن النشاط الحراري الجيولوجي في شكل فتحات بالبخار والينابيع الساخنة لا يزال مرتفعًا في البركان وحوله. تنتج الفتحات الكبريت البلوري الذي تم تعدينه على نطاق صغير في الماضي. تسبب تسرب الغازات الكبريتية أيضًا في تغير لون الحمض في بحيرة الحفرة الصغيرة.
سيباياك مصطلح من لغة كارو باتاك يشير إلى مجتمع مؤسس. من السهل نسبيًا تسلق الجبل، وكان من المعالم السياحية منذ العصور الاستعمارية.